# Editora Jurídica do Chile

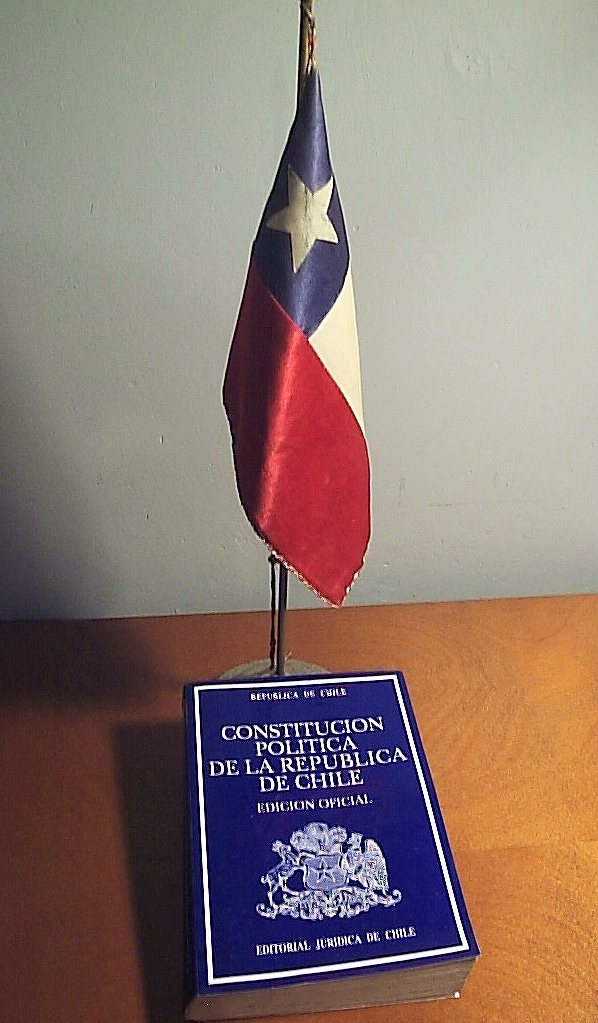
Constituição de 1980, edição da Editorial Jurídica.

A Editora Jurídica do Chile, também denominada Editorial Andrés Bello, é uma corporação jurídica de direito público, fundada em 1945 a partir de um acordo entre a Facultade de Direito da Universidade do Chile e a Biblioteca do Congresso Nacional do Chile (BCN).
Tem a exclusividade na produção dos Códigos oficiais da República de Chile, o que foi reafirmado por sentença do Tribunal Constitucional no ano 2008. Ademais, publica obras de doutrina e jurisprudência, por exemplo a Revista de Direito e Jurisprudência e Gaeta dos Tribunais,  existente desde 1903 por iniciativa de Eliodoro Yáñez e de Luis Claro Solar.
Como Editorial Andrés Belo publica obras não especializadas na jurisprudência, livros de ficção, não ficção e de literatura infantil.

## Conselho
O decano da Faculdade de Direito ocupa o cargo de presidente da Editorial, enquanto o resto do Conselho Diretivo desta é ocupado pelo Contralor Geral da República, um representante do Corte Suprema, um representante do Conselho de Reitores de Universidades Chilenas, o Presidente do Colégio de Advogados de Chile, um representante do Presidente da República, designado pelo Ministério de Justiça, o Diretor da Biblioteca do Congresso Nacional e um representante do Presidente da República, designado pelo Ministério de Educação.

## Dissolução
A 8 de maio de 2013, o Conselho da Editorial lembrou a dissolução da entidade. A dissolução fá-se-á efetiva, segundo o acordo dos participantes, com um projeto de lei que inclua, entre outros aspectos:  
- A liquidação da Editorial Jurídica do Chile.
- O traspasso das marcas “Editorial Jurídica de Chile”, “Editorial Andrés Belo” e “Andrés Belo” à Universidade do Chile.
- Que as edições oficiais da Constituição Política e os Códigos da República estejam a cargo de uma Comissão de Códigos, integrada pela Biblioteca do Congresso, a Controladoria Geral da República, o Ministério de Justiça, o Colégio de Advogados e as universidades, com uma secretaria técnica que estaria arraigada na BCN.
- Que a Biblioteca do Congresso seja o lugar onde fiquem a disposição do público as edições oficiais da Constituição e os Códigos, gratuitas e em formato digital.